# 克列韋利夫卡
49°53′59″N 33°9′47″E / 49.89972°N 33.16306°E
克列韋利夫卡（烏克蘭語：Кревелівка），是烏克蘭的村落，位於該國中部波爾塔瓦州，由盧布尼區負責管轄，分別距離托特奇涅0.5公里和別列濟夫卡1.5公里，海拔高度129米，2001年人口110。